# Екологично строителство
Екологичното строителство е холистичен подход на строителство, което се стреми да подобри отношенията, които човек създава със заобикалящата го среда чрез:
- употреба на местни и лесно достъпни строителни материали с кратък производствен цикъл и лесни за рециклиране;
- съобразяване с местните климатични условия и релеф;
- съобразяване с местните културни особености, бит и традиции;
- оптимизирана употреба на енергии и енергийни източници за жизнени нужди;
- оптимизирана употреба на входящи и изходящи суровини (вода, въздух).
- управление на строителните отпадъци;
- внедряване на мерки за енергийна ефективност в строителството на нови сгради и съоръжения, и рехабилитацията на съществуващи такива.
- оптимизиран подход за изграждане на електропроизводствени съоръжения чрез възобновяеми енергийни източници (например руслови ВЕЦ, максимално щадящи природните дадености.